# YUNA
YUNA(Yearly Ukrainian National Awards)는 우크라이나의 연례 음악 시상식으로, 2011년 10월 27일 파블로 실코(Pavlo Shilko)와 모하마드 자후르(Mohammad Zahoor)에 의해 설립되었다. 이 시상식은 주로 키이우의 우크라이나 궁전(Palace "Ukraine") 극장에서 열린다. 후보자와 수상자는 전문 심사위원단에 의해 선정되며, 첫 시상식은 2012년에 개최된 이후 매년 열리고 있다. 사회자로는 가수 포탑(Potap), 방송인 아나톨리 아나톨리치(Anatoly Anatolich) 등 유명 인사들이 참여한 바 있다.
2020년에는 청소년 부문 시상식 'YUNA Junior 2020'이 따로 개최되었다.
2022년에는 러시아의 우크라이나 침공으로 인해 시상식이 온라인으로 진행되었으며, 2023년 시상식은 ‘굴하지 않는 우크라이나의 노래(Song of Indomitable Ukraine)’라는 단 하나의 부문만 운영되었다.

### 배경
시상식은 2011년 10월 27일, 라디오 및 TV 진행자 파블로 실코와 기업가 모하마드 자후르에 의해 설립되었다. 후보자와 수상자는 전문 심사위원단에 의해 결정되며, 회계법인 딜로이트(Deloitte)가 최종 투표 결과를 검증한다.

### 역사
2012년
첫 YUNA 시상식은 2012년 2월 8일, 키이우의 우크라이나 궁전(Palace "Ukraine")에서 열렸으며, 이는 1991년 우크라이나 독립 이후 20년간의 음악계를 기념하는 행사였다. 이후 해당 행사는 “YUNA: 지난 20년 최고의 음악”으로 명명되었다. 사회자는 따로 없었으며, 시상은 여러 연예인들이 나누어 맡았다. 후보자 명단은 2011년 12월 12일에 발표되었고, 이 중 28명의 후보자 중에서 9명의 수상자가 선정되었다.
2013년
두 번째 YUNA 시상식은 전년도 음악계 성과를 기념하는 행사로, 가수 포탑(Potap)이 사회를 맡았다[9]. 이 해에는 새로운 부문 두 가지가 추가되었는데, 바로 최우수 듀엣(Best Duet)과 올해의 신인상(Breakthrough of the Year)이었다.
2014년
2014년 YUNA 갈라는 “YUNA – 음악은 하나로 묶는다! / YUNA – 함께하자!”라는 슬로건 하에 진행되었다.
2015년
2015년 시상식은 “우크라이나. 음악. 최고!”라는 슬로건과 함께 열렸다.
2016년
제5회 YUNA 시상식은 2016년 2월 25일에 열렸다.
2017년
제6회 YUNA 시상식은 2017년 2월 21일에 개최되었으며, 다시 한번 포탑(Potap)이 사회를 맡았다.
2018년
2018년에는 방송인 아나톨리 아나톨리치(Anatoliy Anatolich)가 진행을 맡았다.
2019년
제8회 시상식은 2019년 3월 22일에 열렸다.
2020년
2020년 시상식은 7월 9일에 개최되었고, 이 해에는 청소년 부문 시상식 YUNA Junior 2020도 함께 진행되었다.
2021년
제10회 YUNA 시상식은 2021년 5월 12일에 열렸다.
2022년
YUNA는 원래 2022년 3월 16일 개최 예정이었으나, 러시아의 침공으로 인해 7월 17일 온라인으로 대체 진행되었다. 사회자인 볼로디미르 오스타프추크(Volodymyr Ostapchuk)와 기획자인 파블로 실코(Pavlo Shilko)는 이날 수상자들에게 트로피는 수여하지 않고, 대신 경매에 부쳐 수익금을 우크라이나 군에 기부하겠다고 발표했다.
2023년
제12회 시상식 역시 온라인으로 개최되었으며, 2023년 4월 18일에 열렸다. 이 해에는 단 한 개 부문, 즉 ‘굴하지 않는 우크라이나의 노래(Song of Indomitable Ukraine)’만 시상되었다. YUNA 규정은 계엄 상황에 맞게 개정되었고, 러시아의 침공 이후 1년간 우크라이나 라디오에서 가장 많이 재생된 신곡 Top 100 중에서 수상작이 선정되었다.
2024년
2024년 시상식은 5월 23일, 키이우의 우크라이나 노동조합연맹 문화예술센터(International Center of Culture and Arts of the Federation of Trade Unions of Ukraine)에서 열렸다.

### 수상 부문 및 주요 수상자
YUNA 시상식에서는 매년 다양한 음악 부문에 대해 수상이 이루어진다. 주요 부문으로는 '올해의 가수', '올해의 노래', '최우수 앨범', '최우수 듀엣', '올해의 신인' 등이 있으며, 그 외에도 장르별 부문이나 특별 공로상이 수여되기도 한다. 수상자는 우크라이나 음악계에서 활동하는 아티스트 중에서 선정되며, 대중성과 예술성, 업적 등을 종합적으로 고려하여 결정된다.
2020년 시상식에서는 MONATIK이 ‘올해의 가수’ 부문을 수상하였으며, 2025년 올해는 Okean Elzy가 올해의 락 밴드 부문에서 수상을 하였다.
이러한 수상 결과는 대중의 투표보다는 전문가 집단의 평가에 기반하고 있으며, 회계법인 딜로이트의 검토를 통해 신뢰성과 공정성을 확보하고 있다.
1. ↑  “В Україні встановлено музичну премію YUNA” [The YUNA music award has been established in Ukraine]. 《unian.ua》 (우크라이나어). 2011년 10월 27일. 2023년 5월 25일에 확인함.
2. ↑  “Первыми победителями премии YUNA 2020 стали MARUV и alyona alyona” (러시아어). 2025년 6월 24일에 확인함.
3. ↑  “YUNA (music award)” (영어). 2025년 6월 3일.
4. ↑  Мамыркина, Надежда (2011년 12월 13일). “Объявлены номинанты YUNA - 2012” (러시아어). 2025년 6월 24일에 확인함.
5. ↑  “Номінанти Національної музичної премії «YUNA – 2012»”. 《Українська музична премія Yuna》 (러시아어). 2025년 6월 24일에 확인함.
6. ↑  “Музыкальная премия YUNA на "Интере"”. 《Телеканал "Интер"》 (러시아어). 2025년 6월 24일에 확인함.
7. ↑  “Відбулась презентація, присвячена музичній премії YUNA-2012”. 《Фавориты Успеха》 (러시아어). 2025년 6월 24일에 확인함.
8. ↑  “Відбулась презентація, присвячена музичній премії YUNA-2012”. 《Фавориты Успеха》 (러시아어). 2025년 6월 24일에 확인함.
9. ↑  Goncharuk, Oksana (2014년 3월 13일). “YUNA: "Music Unites!"”. KP in Ukraine. 2022년 5월 22일에 원본 문서에서 보존된 문서. 2023년 11월 9일에 확인함.
10. ↑  “Премия "YUNA-2015" открывает свои двери для украинских артистов » Music Ukraine”. 2016년 3월 30일에 원본 문서에서 보존된 문서. 2015년 6월 4일에 확인함.
11. ↑  “YUNA 2015: Kuzma Skryabin Honored Posthumously”. 《ФАКТИ ICTV》. 2015년 3월 26일. 2021년 5월 16일에 원본 문서에서 보존된 문서. 2021년 5월 16일에 확인함.
12. ↑  “YUNA 2016: The Best Ukrainian Musicians Chosen in Kyiv”. 2016년 2월 26일. 2021년 5월 16일에 원본 문서에서 보존된 문서. 2021년 5월 16일에 확인함.
13. ↑  YUNA-2017: Winners of the Music Award in Ukraine Announced 보관됨 28 2월 2018 - 웨이백 머신
14. ↑  YUNA–2017: Blue Kamaliya and Zahoor, Black Mozgi, and Alyosha in Stockings 보관됨 29 5월 2017 - 웨이백 머신
15. ↑  YUNA-2018: Soulful MONATIK, Fiery O.TORVALD, and Effervescent Kamaliya 보관됨 28 2월 2018 - 웨이백 머신
16. ↑  “MONATIK, Polyakova, KAZKA: YUNA–2019 Music Award Announces Nominees”. 《tsn.ua》. 18 December 2018. 2018년 12월 18일에 원본 문서에서 보존된 문서. 2018년 12월 18일에 확인함.
17. ↑  “YUNA–2020 Award Announces Nominees: See the List and Listen to the Playlist”. 2019년 12월 17일. 2019년 12월 17일에 원본 문서에서 보존된 문서. 2021년 5월 16일에 확인함.
18. ↑  “Участница "Голосу країни Діти" стала победительницей конкурса YUNA Junior 2020” [The participant of the "Voice of the Land of Children" became the winner of the YUNA Junior 2020 contest]. 《kp.ua》 (우크라이나어). 2020년 6월 25일. 2023년 5월 25일에 확인함.
19. ↑  “YUNA 2021 Award: alyona alyona and MONATIK Named Best Performers”. 2021년 5월 13일. 2021년 5월 16일에 원본 문서에서 보존된 문서. 2021년 5월 16일에 확인함.
20. ↑  “YUNA 2022 Music Award Winners – Kiss FM Ukraine”. 《kissfm.ua》 (우크라이나어). 2024년 5월 24일에 확인함.
21. ↑  Khmelnytska, Vira (2022년 7월 17일). “YUNA–2022: Names of This Year's Award Laureates”. 《TSN.ua》 (우크라이나어). 2024년 5월 24일에 확인함.
22. ↑  “YUNA-2022: названо переможців престижної української премії” [YUNA-2022: the winners of the prestigious Ukrainian award have been named]. 《unian.ua》 (우크라이나어). 2022년 7월 18일. 2023년 5월 26일에 확인함.
23. ↑  “Регламент премії YUNA” [YUNA Award Regulations]. 《yuna.ua》 (우크라이나어). 2023년 5월 26일에 확인함.
24. ↑  “YUNA Award Announces 2023 Winners: 12 Songs of Unbreakable Ukraine”. 《armyinform.com.ua》 (우크라이나어). 2024년 5월 24일에 확인함.
25. ↑  “YUNA–2024 Music Award Winners Announced”. 《ua.korrespondent.net》 (우크라이나어). 2024년 5월 24일에 확인함.
26. ↑  “Okean Elzy - The Music of Ukrainian Rock Band - Pianity” (영어). 2025년 6월 25일에 확인함.